# Sebagena acronyctoides
Sebagena acronyctoides är en fjärilsart som beskrevs av William Schaus 1915. Sebagena acronyctoides ingår i släktet Sebagena och familjen trågspinnare. Inga underarter finns listade.